# Corrente indotta da fascio ottico
La corrente indotta da fascio ottico (optical beam induced current) è una tecnica di analisi dei semiconduttori che utilizza un fascio laser scandito per indurre una corrente al loro interno: di fatto, la scansione del fascio laser produce copie elettroni-cavità nel campione del semiconduttore. Questa tecnica viene usata nell'analisi dei guasti dei semiconduttori per individuare regioni occultate di diffusione, giunzioni danneggiate e cortocircuiti nell'ossido isolante delle porte (gate).

## Utilizzazione dell'OBIC nel rilevamento del punto terminale di macinazione
La tecnica OBIC può essere utilizzata per rilevare il punto in cui un'operazione di macinazione tramite un fascio ionico focalizzato deve terminare. Ciò si realizza utilizzando un raggio laser per indurre una corrente fotoelettrica nel silicio e monitorando contemporaneamente la grandezza della corrente fotoelettrica con un misuratore di corrente collegato all'alimentazione del dispositivo e a terra. Come la mole del silicio è assottigliata, la corrente fotoelettrica aumenta e raggiunge un picco quando è raggiunta la regione di carica spaziale del substrato. In questo modo il punto terminale può venire raggiunto senza inficiare la operatività del dispositivo. 